# Böhmische Weihnachtsmesse

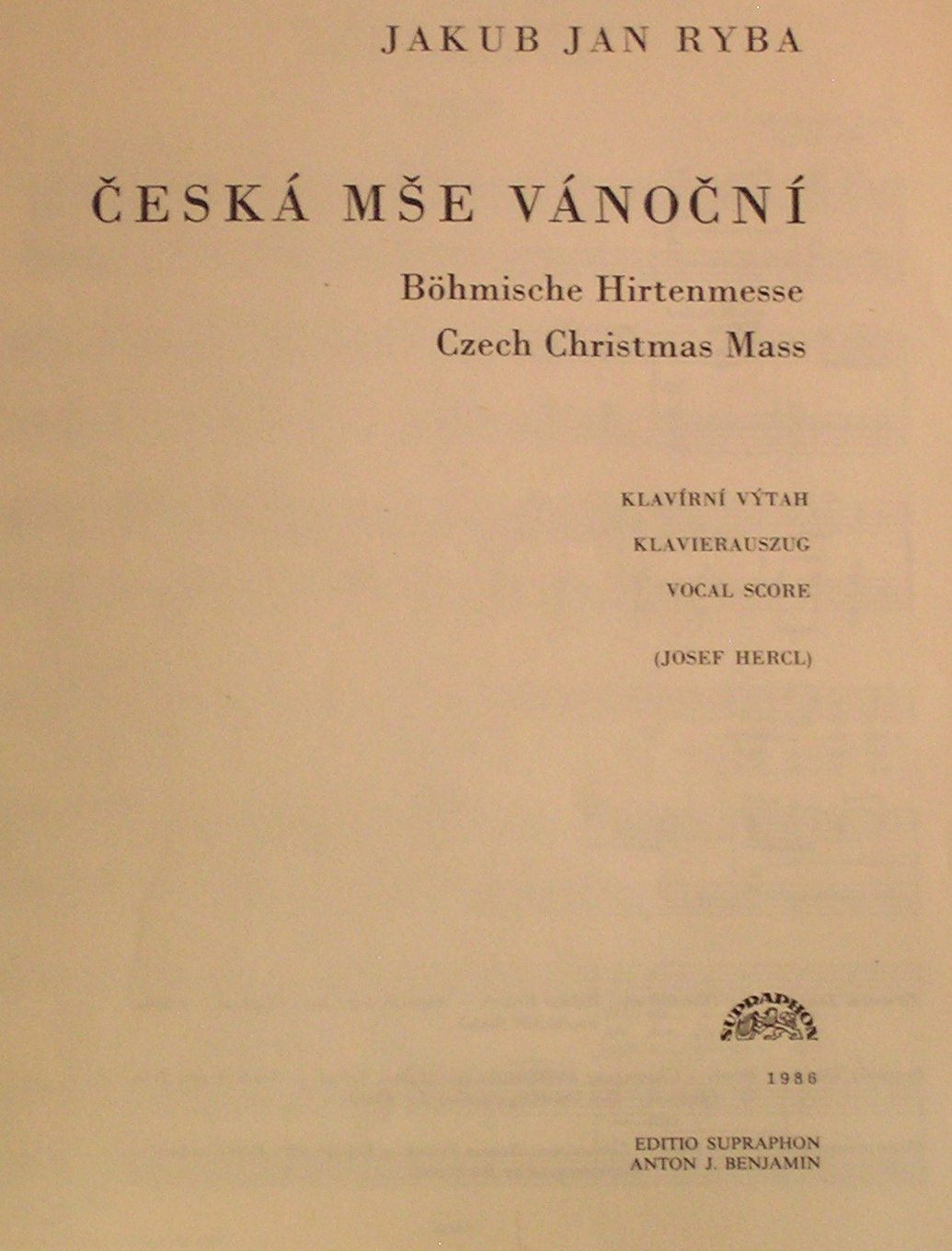
Titelblatt des Klavierauszuges

Die Böhmische Weihnachtsmesse (tschechisch Česká mše vánoční, lateinisch Missa pastoralis bohemica, vollständig Missa solemnis Festis Nativitatis D. J. Ch. acomodata in linguam bohemicam musicam – que redacta per Jac. Joa. Ryba) ist das bekannteste Werk des böhmischen Komponisten Jakub Jan Ryba. Sie ist auch unter dem Anfangsvers Hej mistře (He, Meister) und im Volksmund als Rybovka bekannt.

## Hintergrund
Die im Jahre 1796 komponierte Messe behält die Strukturmerkmale einer traditionellen lateinischen Messe, im Vordergrund steht jedoch der böhmische Charakter des Weihnachtsfestes bzw. dessen Auslegung und sie wurde absichtlich von Ryba in die böhmische (bzw. tschechische) Umgebung gesetzt. Hinzu kommt auch die Tatsache, dass sie in der tschechischen Sprache verfasst ist. Jakub Jan Ryba war der Überzeugung, dass nur so eine liturgische Messe den Zugang zu den Zuhörern finden kann. Die Messe ist mit der Zeit zu der populärsten Messe in Böhmen geworden.

## Partitur
Die Original-Partitur ist nicht erhalten geblieben, man richtet sich heute bei Aufführungen nach den Ergebnissen kritischer Analysen der Werksabschriften. Danach ist die Messe für vier vokale Solostimmen, Chor und folgende Instrumente gesetzt: Flöte, zwei Klarinetten, zwei Waldhörner, Clairon, zwei Violinen, Bratsche, Kontrabass und Pauke. Diese Instrumentierung entspricht bei chorisch besetzten Streichern einem klassischen Orchester. Eine wohl böhmische Besonderheit ist die Verwendung eines Clairons, dessen Klang nach Johann Gottfried Walther (Leipzig 1732) heller als die „ordinair [üblich] klingende Trompete“ ist. Komponiert wurde die Messe in A-Dur, heute wird sie in der Regel in G-Dur – also einen Ton tiefer – aufgeführt.

## Struktur
Die Weihnachtsmesse besteht aus insgesamt neun Teilen:
1. Kyrie – in diesem Dialog wird der ältere Meister mit dem Zuruf „hej, mistře, vstaň bystře“ (Hallo Meister, wach schnell auf) geweckt – daraus entstand später auch der Alternativtitel der Messe
2. Gloria – Engelsstimmen verkünden die Geburt Christi
3. Graduale – auch die Schäfer rufen alle auf, sich nach Bethlehem zu begeben
4. Credo – die Reise nach Bethlehem wird vorbereitet
5. Offertorium – die Schäfer begrüßen in Bethlehem das Christkind und überreichen die Geschenke
6. Sanctus – Lobgesang an Gott
7. Benedictus – Lobgesang an den Heiland
8. Agnus – Abschied vom Christkind in der Krippe
9. Communio – monumentale Feier der Dreifaltigkeit